# Campeonato Mundial de Patinaje de Velocidad sobre Hielo de 1999
El XCIII Campeonato Mundial de Patinaje de Velocidad sobre Hielo se celebró en la localidad de Hamar (Noruega) del 6 al 7 de febrero de 1999 bajo la organización de la Unión Internacional de Patinaje sobre Hielo (ISU) y la Federación Noruega de Patinaje sobre Hielo.
Las competiciones se realizaron en el Pabellón Olímpico de Hamar. Participaron en total 48 patinadores de 11 países.

## Resultados

### Masculino
| Evento                        | Oro                                                            | Plata                                  | Bronce                                  |
| ----------------------------- | -------------------------------------------------------------- | -------------------------------------- | --------------------------------------- |
| 500 m (06.02)                 | Christian Breuer · Alemania · Hiroyuki Noake · Japón · 36,29 s | —                                      | Ådne Søndrål · Noruega · 36,43 s        |
| 1500 m (07.02)                | Ådne Søndrål · Noruega · 1:47,01                               | Rintje Ritsma · Países Bajos · 1:48,69 | Martin Hersman · Países Bajos · 1:49,03 |
| 5000 m (06.02)                | Vadim Sayutin · Rusia · 6:27,50                                | Eskil Ervik · Noruega · 6:29,22        | Kjell Storelid · Noruega · 6:30,05      |
| 10 000 m (07.02)              | Bart Veldkamp · Bélgica · 13:28,20                             | Vadim Sayutin · Rusia · 13:29,21       | Frank Dittrich · Alemania · 13:32,91    |
| Clasificación general (07.02) | Rintje Ritsma · Países Bajos · 152,651 pts.                    | Vadim Sayutin · Rusia · 153,360 pts.   | Eskil Ervik · Noruega · 154,176 pts.    |

### Femenino
| Evento                        | Oro                                                | Plata                                         | Bronce                                      |
| ----------------------------- | -------------------------------------------------- | --------------------------------------------- | ------------------------------------------- |
| 500 m (06.02)                 | Annamarie Thomas · Países Bajos · 39,82 s          | Jennifer Rodriguez Estados Unidos 39,86 s     | Emese Hunyady · Austria · 39,93 s           |
| 1500 m (07.02)                | Annamarie Thomas · Países Bajos · 1:59,96          | Gunda Niemann-Stirnemann · Alemania · 1:57,24 | Emese Hunyady · Austria · 1:57,51           |
| 3000 m (06.02)                | Gunda Niemann-Stirnemann · Alemania · 4:02,01      | Claudia Pechstein · Alemania · 4:04,46        | Barbara de Loor · Países Bajos · 4:08,69    |
| 5000 m (07.02)                | Gunda Niemann-Stirnemann · Alemania · 6:57,24      | Claudia Pechstein · Alemania · 7:03,86        | Barbara de Loor · Países Bajos · 7:08,22    |
| Clasificación general (07.02) | Gunda Niemann-Stirnemann · Alemania · 161,479 pts. | Claudia Pechstein · Alemania · 162,935 pts.   | Tonny de Jong · Países Bajos · 163,780 pts. |

## Medallero
- Solo se otorgan medallas en la clasificación general.

| Núm. | País         | Oro | Plata | Bronce | Total |
| ---- | ------------ | --- | ----- | ------ | ----- |
| 1    | Países Bajos | 1   | 1     | 1      | 3     |
| 2    | Alemania     | 1   | 1     | 0      | 2     |
| 3    | Noruega      | 0   | 0     | 1      | 1     |
|      | TOTAL        | 2   | 2     | 2      | 6     |